# Trinta e Três Orientais

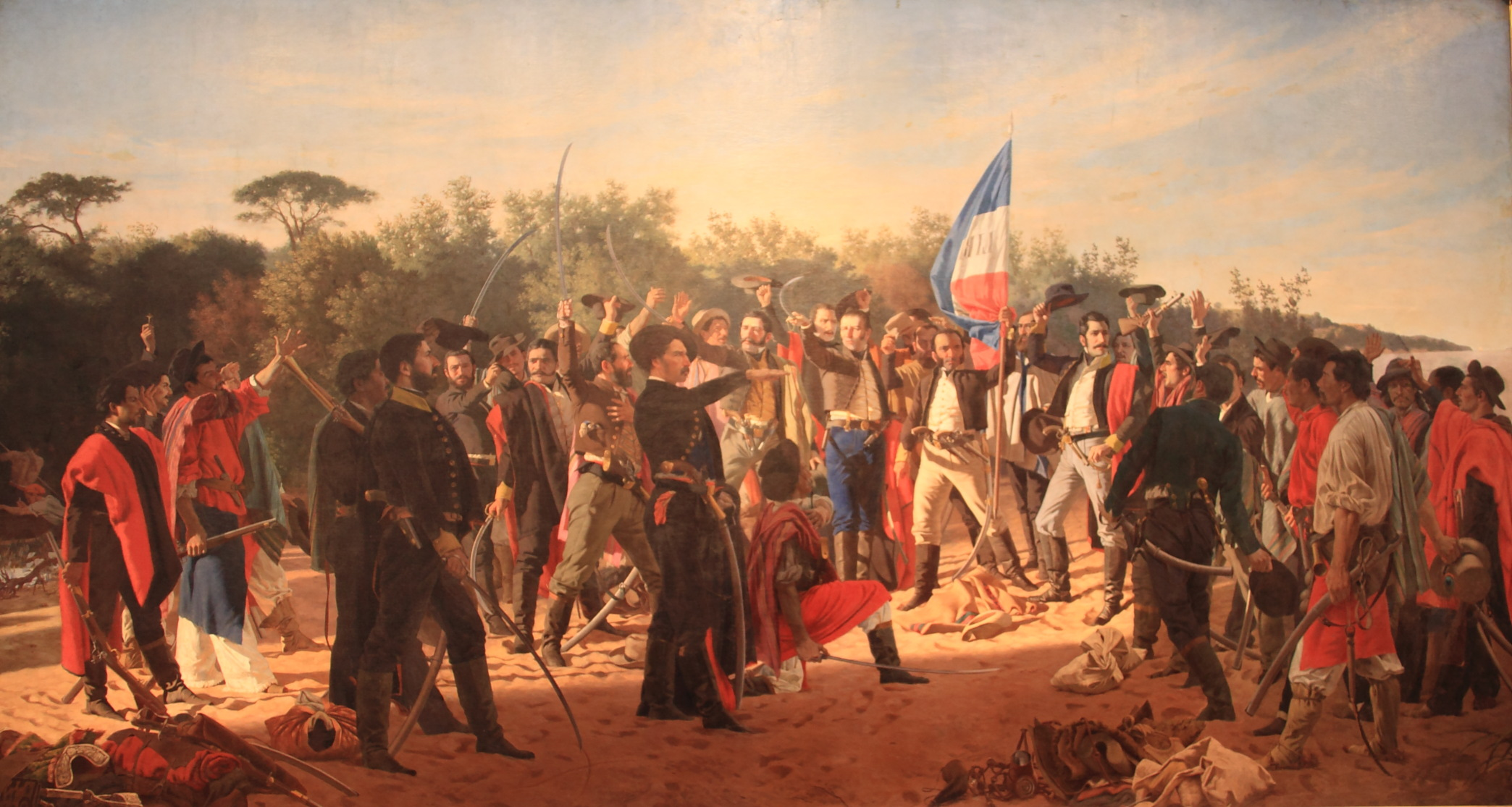
Lavalleja e o Juramento dos 33 Orientais.

Trinta e Três Orientais (em castelhano Treinta y Tres Orientales) foi o movimento encabeçado por Juan Antonio Lavalleja e apoiado pelas Províncias Unidas do Rio da Prata para libertação do território da Província Cisplatina do domínio do Império do Brasil.

## O desembarque em território uruguaio

Bandeira dos Trinta e Três Orientais.

Em 15 de abril de 1825, Juan Antonio Lavalleja e seus homens embarcaram em San Isidro, localidade  na costa do Rio da Prata a poucos quilômetros ao noroeste de Buenos Aires, avançaram cuidadosamente pelas ilhas do delta do Paraná evitando a vigilância da frota do Império do Brasil, cruzaram à noite o Rio Uruguai em duas lanchas e desembarcaram na Praia de La Agraciada, também conhecida como "Arenal Grande", na madrugada do dia 19 de abril. Ali desfraldaram a bandeira de três listas horizontais vermelha, azul e branca, cores tradicionalmente usadas desde os tempos de Artigas, não apenas na Província Oriental, mas também em outras da região rioplatense.
Esse grupo, ao invés de atacar diretamente as forças do Império do Brasil, procurou amotinar trabalhadores e caudilhos por onde passavam. Os Trinta e Três Orientais buscaram apoio político-militar das várias províncias na região, incluindo caudilhos do Rio Grande do Sul. Entre estes, estava Fructuoso Rivera, que se juntou aos Trinta e Três Orientais no dia 2 de maio de 1825.

## Quem eram os 33
O número dos expedicionários de 1825 tem sido objeto de diversas controvérsias a partir da existência de várias listas de integrantes, publicadas entre 1825 e 1832. Se bem que o número de 33 seja oficialmente aceito, os nomes diferem de uma lista a outra, ao que se soma o fato de que seus redatores também incorriam em confusões devido aos apelidos de alguns dos integrantes da expedição. A isto deve somar-se o fato das deserções de alguns, o que fez com que seus nomes não fossem incluidos posteriormente.
Finalmente, cabe agregar que nem todos eram orientales (isto é, habitantes da região ao leste do Rio Uruguai), já que estavam em suas fileiras vários ilhéus argentinos do delta do rio Paraná, e inclusive paraguaios.
É relevante saber que os líderes libertadores pertenciam à loja Los Caballeros Orientales, que usaram simbolicamente o número 33, grau supremo da maçonaria.

## Representação nas artes
Muito tempo depois, em 1877, o sucesso seria retratado pelo pintor Juan Manuel Blanes. Blanes freqüentava os temas históricos em sua produção e realizou uma reconstrução pormenorizada dos caracteres fisonômicos dos protagonistas, entrevistando a alguns sobreviventes e recolhendo uma apreciável quantidade de informação.